# Dove-OSCAR 17
O Dove-OSCAR 17 (Digital Orbiting Voice Encoder) ou DO 17, foi o primeiro satélite radioamador brasileiro, lançado em 22 de janeiro de 1990 em um foguete Ariane 40 H10, lançado a partir do Centro Espacial de Kourou, localizado na Guiana Francesa.
O satélite foi um projeto desenvolvido pelo radioamador brasileiro Junior Torres de Castro (PY2BJO), um paulista de Botucatu. Seu mérito foi ter construído, com recursos próprios, o primeiro satélite artificial radioamador brasileiro, com fins educacionais e humanitários. Por esse e outros feitos, ele foi um dos poucos brasileiros que teve o nome inserido na galeria dos nomeados para o Prêmio Nobel da Paz. "DOVE" significa pomba em inglês.

## Características
O Dove-OSCAR 17, foi um microssatélite da série AMSAT (também conhecido como BRAMSAT no Brasil, atual AMSAT-BR). Possuía o formato de um paralelepípedo de 21 × 23 × 23 centímetros, 16 pequenos painéis solares, 5 antenas de telemetria e um sintetizador de voz digital denominado "Digital Orbiting Voice Encoder" (abreviado como DOVE), projetado para emitir mensagens de telemetria para instituições educacionais. O satélite tinha uma massa total de 12,92 kg.

## Lançamento e missão
O satélite foi posto em órbita no primeiro voo do Ariane 40 H10, como uma das cargas secundárias do lançamento do satélite SPOT-2, em uma órbita baixa e hélio-síncrona de 780 km altitude e 98 graus de inclinação.
Sua missão primária foi prover um sinal de áudio em FM para recepção por instituições educacionais. A telemetria, em frequência distinta, ocorria a 1 200 bauds no formato AFSK AX.25, decodificado com receptores e  TNCs muito populares entre os radioamadores.
O satélite operou até março de 1998, quando devido a uma falha em sua bateria, parou de transmitir dados de telemetria. Entretanto, o mesmo possuí painéis solares ainda funcionais, e quando estes estão alinhados ao sol, o satélite volta a transmitir dados de telemetria.

## Junior Torres de Castro
Projetista do satélite, veio a falecer em 17 de janeiro de 2018, aos 84 anos. Está sepultado no Cemitério Gethsêmani, na cidade de São Paulo.